# 市民運動
市民運動（しみんうんどう）とは、政治的または社会的な問題の解決を目指して、市民団体の構成員が特定の共通目的を達成しようとする政治運動、あるいは社会運動である。

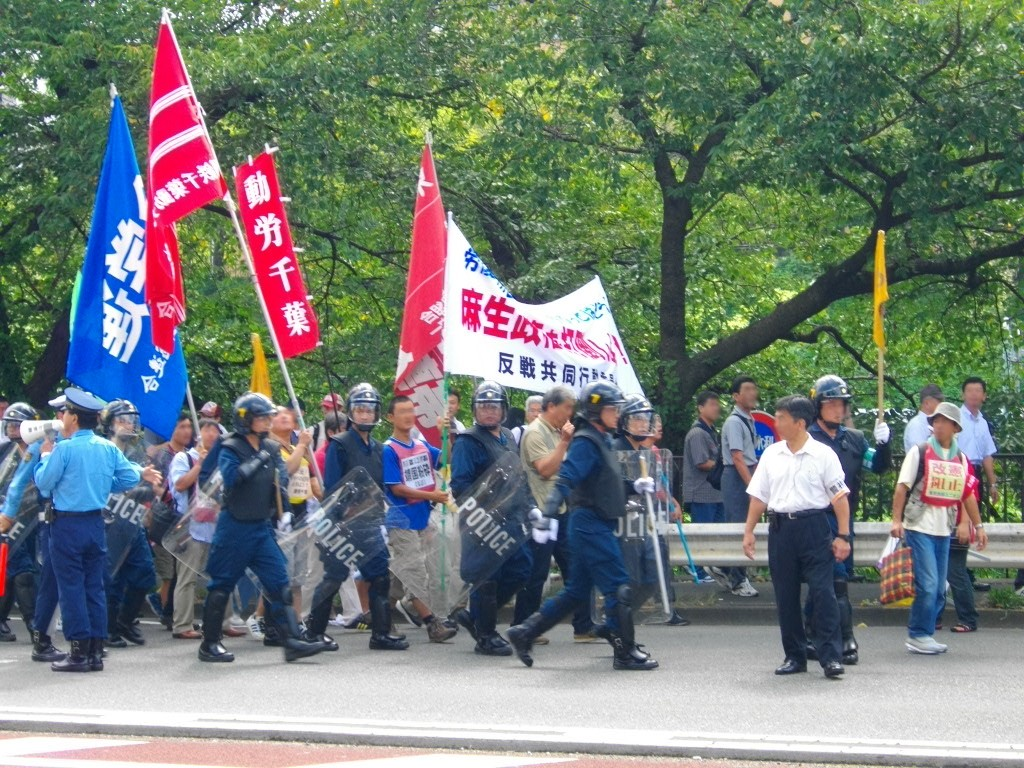
市民団体のデモ活動と 警備を行う警察官

## 概要
- 日の丸 君が代反対[4][5][6]、慰安婦問題[7][8]、歴史教科書採択反対[9][10][11][12]、反基地 反戦活動[13][14]、イラク復興人道支援反対[15]、野党共闘[16][17]、平和安全法制反対[18][19]、脱石炭[20]、原子力発電反対[21][22]、メガソーラー反対[23]、国葬反対[24][25]、肉食反対[26]、靖国参拝反対[27][28]、Windows反対など、活動の幅は広い。

- 個々の市民運動に対しては、問題点も挙げられている。市民運動としての公共性を主張するためには以下の代表性・公益性についての評価を要する。

1. 代表性の問題とは、市民運動において、市民の名で行われるものが、常に全ての市民を代表するものとは限らず[29]、市民運動が特定の少数派の意見（いわゆるノイジー・マイノリティ。大声で主張する少数派）によって偏った方向に活動が誘導される可能性を指摘したものである。
2. 公益性の問題とは、活動の受益者がどの範囲に及ぶのかという問題である。直接的受益者、間接的受益者(正の外部性の受益者)を含めて議論される。たとえ、活動による直接的受益者が限定されていても、広範な間接的受益者（正の外部性）があれば、公共性が容認される場合がある。

- 活動資金に関して、市民運動を行なう上で資金は当然必要である。基本的に市民運動の資金源は個人や団体による寄付金ならびにボランティアなどによる無償、有償安価の労働力の提供によって賄われる。

- 自治体が特定の活動につきボランティアを募集した場合などは、交通費などを、最低限の必要経費として支給することもある。また市民活動支援施策として、自治体が活動の一部を資金的、物質的に援助することも多い。しかし、日本におけるその市民活動の規模と資金力は後述の欧米などと比べると極めて小さい。これはアメリカにおいて非課税である個人・団体の市民活動への寄付が、日本では課税されるという点が市民活動を発展を妨げていると指摘する研究者もいる。
- 住民運動とも呼ばれることがあるが、住民運動は地縁によるつながりが、より重視される点で異なる。

### 市民活動の権利と義務
市民運動は権利を主張すると同時にそれによって生じた義務を負う。市民運動が始まった欧米諸国においては、市民は意見を述べるとともに、生活等への制約や負担を受け入れるということが前提とされてきた。

### NPO法人の合流
特定非営利活動促進法の改正に伴い、NPO法人は市民活動法人として市民活動を強調するようになる予定である。
　

## 市民運動史

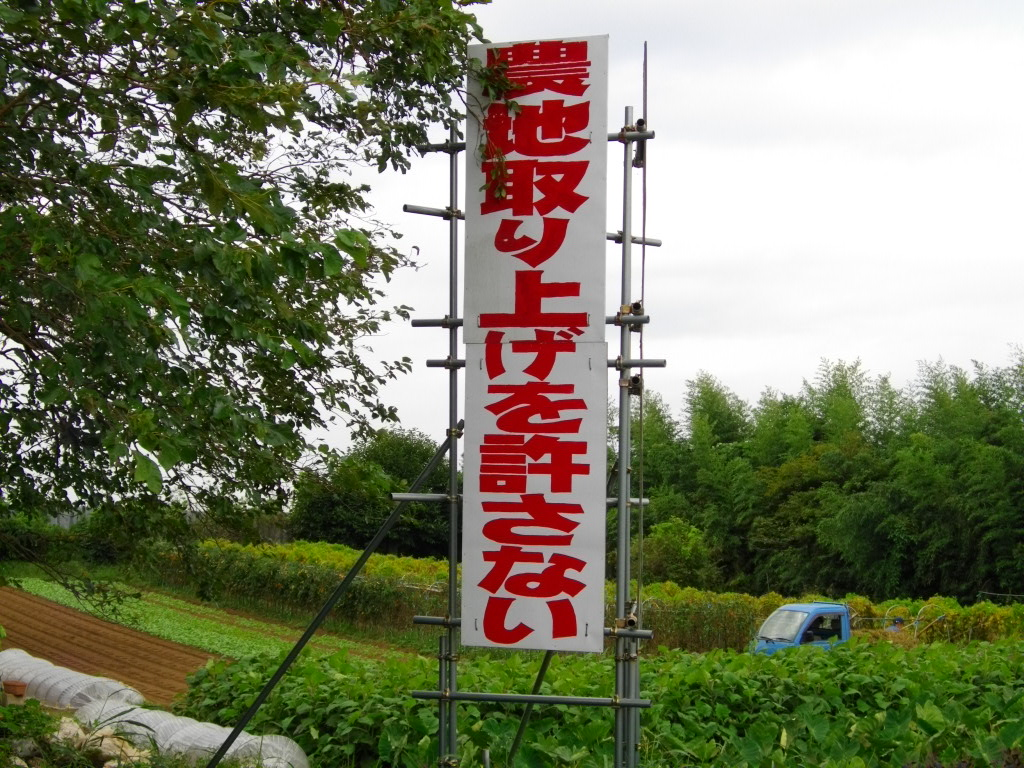
反対派のプロパガンダサイン

日本における市民運動は、1970年代の公害反対運動や消費者運動を契機に一般的なものと定着した。当時は、学園闘争の直後で、同志婚をし、社会人になった者も多かった。彼らは、地域社会からの変革を訴え、革新自治体を生み出す原動力になった。
近年では、尼崎市、生駒市、逗子市や箕面市、宮崎県のように、革新自治体とは異なる市民派や虹と緑と呼ばれる市民運動、また政党ではなく市民運動ベースにした政治活動（例：生活協同組合が母体の「生活者ネットワーク」）によって、首長や議員に当選するケースも見られる。

## 市民運動と民族問題
市民運動において、活動主体が当該国の国民であるとは限らない。多くの国家は内部に、複数のエスニックグループを抱えている。そのため、エスニックグループがそれぞれの民族、文化、宗教観を表明したり、当国での生活を維持したりすることを目的に民族系市民運動を形成するものがある。しかし、民族系市民運動は、国際紛争、民族対立、多数派民族との対立のなかで翻弄される場合がある。
日本においても、民族・宗教的価値観の表明、生活保全のために日本人以外が中心となり行う市民運動・団体がある。

## 各国の実情
アメリカ合衆国では、青少年、高齢者に市民活動への参加を推奨しており、そのプログラムはアメリコー（Corporation for National Service AmeriCorps）と呼ばれている。これは、国策で青少年を海外にボランティアを派遣している平和部隊（PeaceCorps）のアイディアを国内の困窮者、障害者、高齢者やコミュニティ活動などに振り向けたものである。ボランティアによって、こういった国内の活動コアを作るという着想によって推進されている。市民団体のごく一部には、業界をバックにもつ圧力団体ロビイスト、過激な活動を繰り広げる自然保護・環境保護団体も存在し、市民運動の発達したアメリカらしさともいえる。
北欧諸国では市民運動をイデオロギー（w:Popular Socialism）に掲げる政党があり、一定の議席数を維持している。彼らは社会民主主義ともユーロコミュニズムとも異なるイデオロギーであると述べている。詳細は社会党 (デンマーク) - 社会党 (ノルウェー) - 左翼党 (スウェーデン)を参照